# Volvo FH
Los Volvo FH son una gama de camiones pesados fabricada por la empresa sueca Volvo Trucks. Inicialmente se introdujo a finales de 1993 como FH12 y FH16. Las siglas FH vienen del inglés de control delantero (Forward control) y entrada alta (High entry), que indican la cilindrada del motor en litros. La gama FH es una de las series de camiones de mayor éxito de la historia, habiendo vendido más de 400.000 unidades alrededor el mundo. 
En septiembre de 2012, Volvo Trucks volvió a lanzar el Volvo FH con importantes mejoras tecnológicas.

## Historia
El 1 de septiembre de 1993, Volvo presentó su sustituto para la serie F cabina sobremotor, que había estado en producción durante casi 15 años.  El desarrollo del Volvo FH tardó siete años. El desarrollo del nuevo motor de 12 litros con tecnología de Motor SOCH e inyector unitario electrónico colocó a Volvo entre los principales diseñadores de motores del mundo.
El lanzamiento del Volvo FH12 y el Volvo FH16 marcó el inicio compatible del nuevo programa global de Volvo. Un objetivo expreso del Volvo FH y su nuevo motor era avanzar hacia el cumplimiento de la norma de emisiones Euro 6. Se cree que una característica que diferenció al Volvo FH de la competencia en el lanzamiento fue la comodidad; el Volvo FH cumplió con los estándares de la época en cuanto a potencia del motor y diseño de las ruedas, y se combinó con un nivel de comodidad que todavía se aprecia hoy en día. 